# Grobišče v protitankovskem jarku, Mostec
Grobišče v protitankovskem jarku v vasi Mostec, je množično grobišče, ki je nastalo ob povojnih izvensodnih pobojih leta 1945. V uradnem popisu grobišč ima številko ID 53. V letu 2020, ko se je izvršil izkop in analiza trupel, je bil raziskan samo manjši del grobišča – najjužnejši del nekdanjega jarka med reko Savo in protipoplavnim nasipom. Preostanek, ki se nahaja pod nasipom in severno od njega, ni bil raziskan. Odkriti so bili posmrtni ostanki vsaj 276 ljudi, za katere se predvideva, da je šlo večinoma za pripadnike vojaških enot, v manjšini pa za civiliste. Zaradi velikega števila okostij, ki so ležala v različnih položajih in eno na drugem, zaradi prepletenosti kosti okončin in zaradi številnih sondiranj, ki so mestoma kosti poškodovale, individualizacija okostij ni bila mogoča.
Protitankovski jarek je bil dolg približno 400 metrov in je bil klinastega tlorisa. Njegov južni konec ni segal čisto do struge Save, da ga voda ne bi spodkopavala in uničevala. Imel je strmi stranici, pri čemer je bila zahodna skoraj navpična, vzhodna pa nekoliko položnejša. Taka zasnova je ustrezala pričakovanemu prihodu nasprotnikovih sil iz smeri vzhoda – iz Hrvaške. Širina jarka je bila med 3,5 in 4,5 m, širina dna pa okoli 2 m. Globina je znašala do največ 2 m.
Sondiranja s testnimi izkopi so potekala leta 2010 in 2017. Že leta 2010 se je pokazalo, da gre verjetno za eno večjih prikritih grobišč na območju Slovenije. Izkopavanje grobišča je potekalo med 25. avgustom in 18. septembrom 2020, do 29. septembra pa je na lokaciji potekalo še čiščenje posmrtnih ostankov in najdb. Opravljena je bila tudi antropološka analiza posmrtnih ostankov. Ekshumacijo je opravila arheološka ekipa podjetja Avgusta d.o.o. Razlog zanjo je bila načrtovana gradnja Hidroelektrarne Mokrice, saj bi gradbeni posegi delno uničili grobišče, sama lokacija pa bi končala pod vodno gladino. Zaradi tega se je investitor, podjetje Infra d.o.o., odločil za strokovni izkop posmrtnih ostankov.
Izkopan je bil samo manjši del jarka v dolžini 20,8 m na skrajnem južnem delu med reko in protipoplavnim nasipom. Večinski del grobišča, ki se nahaja na zgornjo stran nasipa in tudi pod nasipom, je ostal neizkopan. Na izkopanem delu se je pokazalo, da gre za tri ločene skupine žrtev, pri čemer je bila vsaka skupina sproti zasuta s peščenim materialom, katerega debelina je pri prvi skupini znašala 80 cm. Po zaključku pobojev je bil celoten jarek zasut do konca. Temno nasutje po vrhu osrednjega dela jarka je nakazovalo, da se je jarek v naslednjih letih zaradi razkrajanja trupel posedal, zaradi česar so nastale depresije, ki so jih naknadno dodatno nasuli. Debelina tega nasutja je posredno kazala, kje so bila trupla bolj nakopičena in kje manj. Lega odkritih tulcev nabojev je pri vseh treh skupinah nakazovala, da se je streljanje vršilo iz zahodne strani in da so bile žrtve pobite ob zahodnem robu jarka.
Žrtve so bile po skupinah sledeče:
- 1. skupina: Trupla skupine so se raztezala v dolžini 5,8 m. Zajemala je 43 oseb, vse moškega spola. 17 jih je bilo mlajših od 24 let, starejših od 24 let je bilo najmanj 13 oseb. Žrtve so bile večinoma obute v okovane čevlje, vse so imele na hrbtu z žico zvezane roke. Od 838 odkritih predmetov jih je bilo 82 % vojaškega izvora, večinoma nemškega, nekaj tudi italijanskega in domnevno hrvaškega in starojugoslovanskega porekla. Od 8 odkritih svetinjic je bila ena slovenska, ena češkoslovaška, ena z latinskim in štiri z italijanskimi napisi. Glede na slovensko svetinjico so bili verjetno med žrtvami tudi Slovenci. Glede na spolno strukturo žrtev in naravo odkritih predmetov je šlo predvsem za pripadnike vojaških enot, med katerimi so bili tudi posamezni civilisti.
- 2. skupina: Trupla skupine so se raztezala v dolžini 5,6 m. V njej je bilo vsaj 71 oseb, od tega med 15 in 20 žensk. Skoraj vse žrtve so bile starejše od 23 let. Le nekateri posamezniki so imeli obute čevlje. Ena žrtev je imela stekleno oko. Okritih je bilo 748 predmetov, od tega jih je bilo 41 % civilne narave, 12 % vojaške, preostanek pa je predstavljal predmete vsakdanje uporabe kot so ogledala in glavniki. Glede na spolno strukturo žrtev in naravo odkritih predmetov je šlo predvsem za civilne žrtve, med katerimi je bil verjetno kakšen pripadnik vojaških enot. Najdba para poročnih prstanov nakazuje, da je šlo v nekaterih primerih celo za zakonske pare. Med vojaškimi predmeti je bilo največ gumbov nemškega porekla.
- 3. skupina: Trupla skupine so se raztezala v dolžini 10,8 m. Resnična velikost te skupine ni znana, saj se trupla nahajajo naprej pod protipoplavnim nasipom. V njej je bilo vsaj 162 žrtev, od tega med 4 do 10 žensk, verjetno 7. Vse so imele na hrbtu z žico zvezane roke in skoraj vse so bile sezute. Ena oseba je imela stekleno oko. Od 2277 odkritih predmetov jih je bilo 63 % vojaške narave, 3 % civilne, preostalih 34 % pa je bilo nedoločljive narave. Glede na spolno strukturo žrtev in naravo odkritih predmetov je šlo predvsem za pripadnike vojaških enot, med katerimi so se nahajali posamezni civilisti. Med 22 odkritimi svetinjicami jih je imelo 7 slovenske napise, 4 italijanske, preostale pa latinske ali so bile preslabo ohranjene, da bi bili napisi berljivi. Glede na najdbe čutar italijanskega porekla, menažk in spon opasačev ter številnih gumbov nemških uniform, posebno v kombinaciji s slovenskimi svetinjicami, bi se med žrtvami lahko nahajali tudi pripadniki slovenskega domobranstva. Med izraziro hrvaškimi najdbami je bil odkrit en hlačni gumb z napisom NDH. Avstroogrska mala srebrna medalja za hrabrost kaže na veterana iz prve svetovne vojne, veliko razpelo pa bi lahko nakazovalo na prisotnost duhovnika. Ena izmed čutar je imela vpraskano ime P. Jopek.

Med predmeti, ki so bili najdeni, so (navedeni po številčnosti): gumbi (teh je bilo največ), nadalje tulci nabojev, krogle nabojev, hlačne spone, kovanci, spone, deli naramnic, lasnice, jedilni pribor, svetinjice, kaveljčki opasača, glavniki, zobne proteze, nakit, prstani, rožni venci, ogledala, kadilski pripomočki, brivski pripomočki, čutare, žepni noži, menažke, zobne ščetke, stekleničke, ure in drugi razni predmeti. Majhno število osebnih predmetov v primerjavi s številom žrtev dokazuje, da so jih večini žrtev pred pobojem pobrali. Ženski poročni prstan, najden pri lobanji, nakazuje, da ga je oseba skrila v usta. Glede na skupno število žrtev (vsaj 276) in število odkritih tulcev nabojev (852) različnih kalibrov, je razvidno, da je bilo pri množičnih pobojih uporabljeno tudi avtomatsko orožje. En kos tulca kalibra .303 nakazuje uporabo ene izmed angleških pušk Lee-Enfield ali puškomitraljeza Bren. Večina tulcev je bila odkritih ob zahodnem delu jarka, večina krogel pa ob vzhodnem delu. V nobeni od treh skupin ni bilo otroških okostij (otrok, mlajših od 15 let).